# Ковінгтон Тауншип (округ Лекаванна, Пенсільванія)
Ковінгтон Тауншип (англ. Covington Township) — селище (англ. township) в США, в окрузі Лекаванна штату Пенсільванія. Населення — 2198 осіб (2020).

## Демографія
Згідно з переписом 2010 року, у селищі мешкали 2284 особи в 883 домогосподарствах у складі 673 родин. Було 1074 помешкання
Расовий склад населення:
| - 97,0 % — білих - 0,8 % — чорних або афроамериканців - 0,6 % — азіатів - 0,1 % — корінних американців |

До двох чи більше рас належало 1,3 %. Частка іспаномовних становила 3,5 % від усіх жителів.
За віковим діапазоном населення розподілялося таким чином: 19,7 % — особи молодші 18 років, 65,9 % — особи у віці 18—64 років, 14,4 % — особи у віці 65 років та старші. Медіана віку мешканця становила 44,7 року. На 100 осіб жіночої статі у селищі припадало 100,0 чоловіків;  на 100 жінок у віці від 18 років та старших — 97,7 чоловіків також старших 18 років.
Середній дохід на одне домашнє господарство  становив 86 735 доларів США (медіана — 66 429), а середній дохід на одну сім'ю — 98 178 доларів (медіана — 75 625). За межею бідності перебувало 13,0 % осіб, у тому числі 25,8 % дітей у віці до 18 років та 7,3 % осіб у віці 65 років та старших.
Цивільне працевлаштоване населення становило 929 осіб. Основні галузі зайнятості: освіта, охорона здоров'я та соціальна допомога — 21,0 %, роздрібна торгівля — 19,9 %, транспорт — 12,8 %, виробництво — 12,5 %.